# Ernst Theumer
Ernst rytíř von Theumer (18. listopadu 1833 Praha – 14. července 1904 Praha), byl rakouský politik německé národnosti z Čech, v 2. polovině 19. století poslanec Říšské rady.

## Biografie
Narodil se v Praze do rodiny advokáta Josefa Theumera (1790–1858) a jeho manželky Ludmily Kalinové z Jäthensteinu (1800–1887), která byla dcerou právníka a archeologa Matyáše Kaliny z Jäthensteinu.
Ernst vystudoval gymnázium v Praze, kde studoval do roku 1850, pak vystudoval práva na Karlo-Ferdinandově univerzitě a hospodářskou akademii v uherském Altenburgu a lesnickou akademii v saském Tharandtu. Pak se věnoval správě hospodářství, které zdědil po otci.
V zemských volbách v březnu 1867 byl za velkostatkářskou kurii, nesvěřenecké velkostatky, zvolen na Český zemský sněm. Do sněmu se vrátil v zemských volbách roku 1872. Mandát obhájil v zemských volbách roku 1878. Zastupoval provídeňskou a centralistickou Stranu ústavověrného velkostatku.
Působil jako referent zemského výboru pro zemědělská kuratoria v Libverdě a Táboře. V letech 1873–1879 byl členem zemské zemědělské rady a roku 1880 i členem zemského výboru (podle jiného zdroje zasedal v zemském výboru od roku 1872 až do roku 1883 a vedl v něm zemědělský referát). Roku 1875 se stal členem hydrografické komise. Od roku 1893 působil jako vrchní ředitel České spořitelny, přičemž již od roku 1885 zasedal v jejím výboru. Zasadil se o vznik německého zemědělského Ústředního svazu pro Čechy, v němž zastával funkci náměstka předsedy. Roku 1881 mu byl udělen Řád železné koruny a roku 1901 Řád Františka Josefa.
Zemský sněm ho roku 1869 zvolil i do Říšské rady (celostátní parlament, volený nepřímo zemskými sněmy). 11. prosince 1869 složil slib. Opětovně byl do vídeňského parlamentu delegován zemským sněmem roku 1871. 7. března 1871 složil slib. V roce 1871 byl i členem rakousko-uherských delegací. Do Říšské rady se vrátil ještě ve volbách roku 1891, nyní za kurii venkovských obcí, obvod Děčín, Rumburk atd. Rezignace oznámena na schůzi 10. října 1893. Vstoupil do poslaneckého klubu Sjednocená německá levice. Důvodem rezignace na poslanecký mandát bylo zvolení do vedoucí funkce v České spořitelně.
V pražském kostele Nejsvětější Trojice na Novém Městě se 23. října 1858 oženil se svobodnou paní Eleonorou Schlosserovou (1839–1926), dcerou Karla Schlossera. Měli spolu čtyři děti.
Zemřel v červenci 1904 na komplikace spojené s cukrovkou. Před smrtí odjel na léčebnou kúru do Karlových Varů, ale léčení musel přerušit kvůli zhoršenému zdravotnímu stavu a vrátil se do Prahy. Je pohřben na pražských Olšanských hřbitovech.